# Fir Bolg

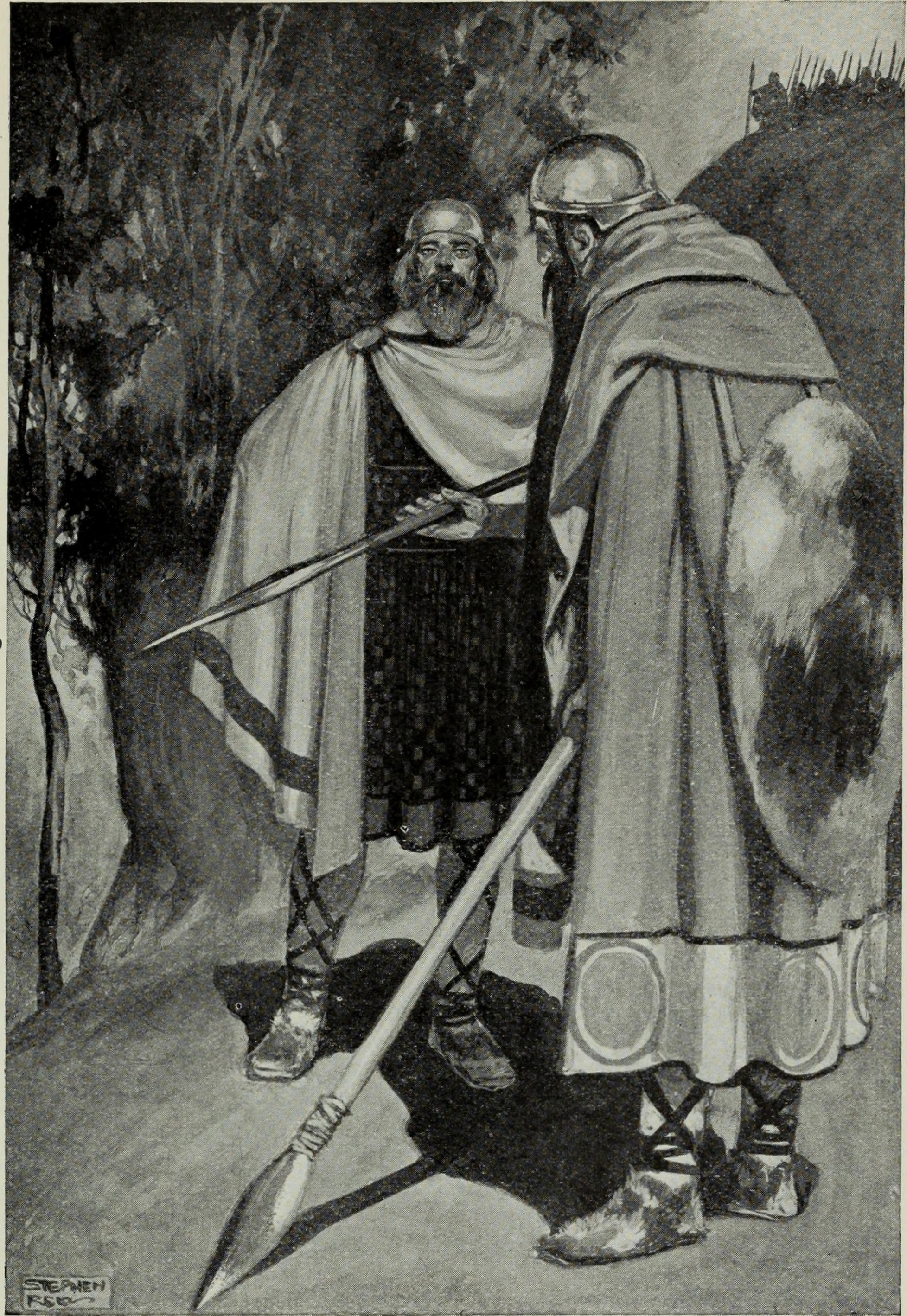
Ilustración de 1910 titulada "Los dos embajadores", de Stephen Reid, y que muestra al guerrero Fir Bolg, Sreng, quien fue enviado a encontrar a su par del pueblo Tuatha Dé Danann, Bres.

En la mitología celta, los Fir Bolg fueron el cuarto grupo en asentarse en Irlanda. Descendían de los Muintir Nemid, un grupo anterior que abandonó Irlanda y se fueron a distintas partes de Europa. Los que fueron a Grecia se convirtieron en los Fir Bolg y eventualmente regresaron a Irlanda, después de estar deshabitada. Después de gobernarla por algún tiempo, fueron derrocados por los invasores Tuatha Dé Danann.

## Mito
La Lebor Gabála Érenn (LG) cuenta que Irlanda fue asentada seis veces por seis grupos de personas. Los tres primeros —el pueblo de Cessair, el pueblo de Partolón y el pueblo de Nemed— fueron destruidos u obligados a abandonar la isla. Se decía que los Fir Bolg eran descendientes del pueblo de Nemed, que habitó Irlanda antes que ellos. Todos menos treinta de la gente de Nemed murieron en la guerra y el desastre. De estos treinta, un grupo huyó "al norte del mundo", un grupo huyó a Gran Bretaña y otro grupo huyó a Grecia. Aquellos que fueron al norte se convierten en los Tuatha Dé Danann (o Tuath Dé), los principales dioses paganos de Irlanda.
Los que fueron a Grecia se convirtieron en los Fir Bolg. La LG dice que fueron esclavizados por los griegos y forzados a llevar bolsas de tierra o arcilla, de ahí el nombre de 'Fir Bolg' (hombres de bolsas). El Cét-chath Maige Tuired dice que se vieron obligados a asentarse en tierras pobres y rocosas, pero las convirtieron en campos fértiles al arrojar grandes cantidades de tierra sobre ella. Después de 230 años de esclavitud (u opresión), abandonaron Grecia al mismo tiempo que los israelitas escaparon de Egipto. En una gran flota, los Fir Bolg navegaron a Iberia y luego a Irlanda.
Lidereados por cinco caciques, dividieron a Irlanda en cinco provincias: Gann tomó Munster del Norte, Sengann tomó Munster del Sur, Genann tomó Connacht, Rudraige tomó El Ulster, y Slánga tomó Leinster. Establecieron al Alto Rey y una sucesión de nueve Reyes Supremos gobernaron a Irlanda durante los siguientes 37 años. La sede de los reyes supremos se estableció en Tara, un sitio con significado a través de la época medieval como fuente de poder religioso y real. El último Rey Supremo, Eochaid mac Eirc, fue el ejemplo de un rey perfecto. También se dice que los Fir Bolg contenía dos subgrupos conocidos como Fir Domnann y Fir Gáilióin.
Después de 37 años, los Tuath Dé llegaron a Irlanda. Su rey, Nuada, pidió que se les diera la mitad de la isla, pero el rey Fir Bolg Eochaid se negó. Los dos grupos se reunieron en el Paso de Balgatan, y la batalla subsiguiente — la Primera Batalla de Mag Tuired— duró cuatro días. Durante la batalla, Sreng, el campeón de los Fir Bolg, desafió a Nuada a un solo combate. Con un barrido de su espada, Sreng cortó la mano derecha de Nuada. Sin embargo, los Fir Bolg fueron derrotados y su rey, Eochaid, fue muerto por la Morrígan. Sreng los salvó de la pérdida total. Según algunos textos, los Fir Bolg huyeron de Irlanda. Según otros, los Tuath Dé les ofrecieron una cuarta parte de Irlanda como propia, y eligieron a Connacht. Se les menciona muy poco después de esto en los mitos.
La Historia Brittonum, que fue escrita antes que el Lebor Gabála, dice que sólo hubo tres asentamientos en Irlanda: el pueblo de Partolón, el pueblo de Nemed y los Galos. Sin embargo, menciona que un líder llamado Builc o Builg y sus seguidores tomaron una isla llamada Eubonia, que se cree es la Isla de Man. El Lebor Gabála añade a los Fir Bolg al plan y aumenta el número de asentamientos a seis. Se ha sugerido que este número fue elegido para igualar las "Seis Edades del Mundo".
Hoy en día, la mayoría de los académicos consideran al Lebor Gabála Érenn como mito en vez de historia. Se cree que sus escritores tenían la intención de proporcionar una historia de origen épica para los irlandeses, como la de los israelitas, y una que se reconcilió el mito nativo con la visión cristiana de la historia. Los habitantes de Irlanda (en este caso los Fir Bolg) son comparados con los israelitas escapando de la esclavitud y haciendo un gran viaje a una 'Tierra Prometida'. Los dioses paganos (los Tuath Dé) son representados como un grupo de personas con poderes de hechicería.
El nombre Fir Bolg se traduce generalmente en la literatura temprana como "hombres de bolsas". La palabra irlandesa abeto significa "hombres" y la palabra bolg/bolc puede significar un vientre, bolsa, saco, fuelle, etc. Kuno Meyer y R. A. Stewart Macalister argumentan que el nombre proviene del término Fir i mBolgaib, que significa "portadores de pantalones", literalmente "hombres en breeches (baggy)", que podría interpretarse como un término de desprecio por las "órdenes inferiores". Macalister sugiere que esta expresión había caído fuera de uso para el momento en que se escribió el Lebor Gabála, y los escritores trataron de darle sentido creando una historia sobre hombres con bolsas. También se ha sugerido que originalmente significaba hombres que estaban 'abultados' o 'hinchados' con furia de batalla.
El nombre puede basarse en Belgae o ser cognado. Los Belgae eran un grupo de tribus que vivían en el norte de la Galia. Algunos han sugerido que los escritores nombraron una raza ficticia, el Fir Bolg, en honor a un grupo real, el Belgae. Otros, como T. F. O'Rahilly, sugieren que el Fir Bolg, Fir Domnann y Fir Gáilióin eran pueblos históricos que llegaron a Irlanda en tiempos antiguos. Propuso que los Fir Bolg estaban vinculados al histórico Belgae, los Fir Domnann eran los históricos Dumnonii y los Fir Gáilióin eran los Laigin.
John Rhys y R. A. Stewart Macalister sugieren que los Fir Bolg son los Fomorianos (Fomoire) bajo otro disfraz. Macalister señala que los Fir Bolg son el único grupo de colonos que no son acosados por los fomorianos. Los Tuatha Dé luchan dos batallas similares en Mag Tuired, una contra el humano Fir Bolg y otra contra los Fomorianos sobrenaturales. Los Fir Bolg lleva a los Fomorianos a la segunda batalla. Los fomorianos parecen haber representado los poderes dañinos o destructivos de la naturaleza, mientras que los Tuatha Dé representaban a los dioses del crecimiento y la civilización.
| Predecesor: Nemed | Invasión mítica de Irlanda ACM AC FFE AC | Sucesor: Tuatha De Danann |

- Datos: Q936715